# Ferdinand Schmoll

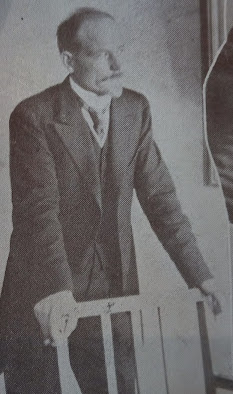
Ferdinand Schmoll

Ferdinand Schmoll, auch Fernando Schmoll (* 10. März 1879 in Köln; † 24. Mai 1950 in Cadereyta de Montes, Querétaro, Mexiko), war ein deutsch-mexikanischer Figuren- und Landschaftsmaler sowie Zeichner und Grafiker. Außerdem war er Kakteensammler und Gründer der Quinta Fernando Schmoll, eines großen mexikanischen Betriebes für die Züchtung von Sukkulenten, insbesondere amerikanischen Kakteen.

## Leben
Schmoll besuchte die Kunstakademie Düsseldorf. Dort war der Historienmaler Peter Janssen d. Ä. sein akademischer Lehrer. Auf der internationalen Ausstellung für illustrierte Postkarten und graphische Künste in Paris erhielt er 1900 die goldene Medaille, außerdem das Gutenbergkreuz für ausgestellte Zeichnungen. 1902 übersiedelte er in die Schweiz, wo er im Quartier Monti della Trinità (Monte Trinità) bei Locarno im Kanton Tessin zusammen mit seiner Frau, der Malerin und Biologin Carolina Schmoll, geborene Wagner (1877–1951), und dem Landschaftsmaler Max Felgentreu, ebenfalls einem Spross der Düsseldorfer Schule, ein Atelier errichtete.
Im Dezember 1913 lebte er in Mexiko-Stadt. Dort stellte er auch aus. Im folgenden Jahr reiste er mit seiner Frau nach San Francisco. Im Dezember 1916 lebte und arbeitete er in der nordmexikanischen Stadt Saltillo, als er nach Zeitungsberichten durch den Guerillero Pancho Villa gezwungen war, nach El Paso zu fliehen. Gleiches widerfuhr ihm in Parral, wo er eine Reihe von Zeichnungen und Bilder zurücklassen musste. Im April 1917 stellte er Ölbilder und Aquarelle aus Mexiko und Kalifornien in der Galerie des El Paso Women’s Club aus.
1919 siedelte er sich am Chapalasee an. Im September des gleichen Jahres hatte er eine Einzelausstellung im Museum von Guadalajara und eine weitere Ausstellung in Mexiko-Stadt, 1921 im Club Alemán von Guadalajara. 1925 kehrte er für einige Monate nach Europa zurück, wo er in Berlin mexikanische Landschaften ausstellte. Darüber hinaus unternahm er eine Vielzahl von Reisen durch Lateinamerika.
1920 gründete er mit seiner Frau, die Biologie an einer deutschen Universität studiert hatte, eine Kaktusfarm in Cadereyta de Montes. Als Quinta Fernando Schmoll wird diese Farm noch heute zur Zucht und zum Export von Kakteen und Sukkulenten betrieben. Sie gilt eine der bedeutendsten Zucht- und Forschungsstationen auf ihrem Gebiet der Botanik. Die wissenschaftliche Arbeit dort führte zu der Entdeckung vieler neuer Kaktusarten. Die Spezies Echinocereus schmollii trägt ehrenhalber seinen Namen. Zwischen 1935 und 1947 publizierte er mehrere kakteenkundliche Beiträge, insbesondere Fotografien von Mammillaria. Sein botanisches Autorenkürzel lautet F.Schmoll.

## Veröffentlichungen
- A Group of New Mexican Neomammillarias. In: Cactus and Succulent Journal. 7 (1935), Heft 2, S. 21, Heft 4, S. 59.
- Neomammillaria auriareolis. In: Cactus and Succulent Journal. 7 (1935), Heft 3, S. 47.
- Mammillaria tiegeliana. In: Cactus and Succulent Journal. 8 (1936), Heft 2, S. 31.
- Photograph of Mammillaria fischeri. In: Cactus and Succulent Journal. 8 (1936). Heft 2, S. 31.
- Photograph of Neoammillaria camptotricha. In: Cactus and Succulent Journal. 8 (1936), Heft 2, S. 31.
- La Quinta. Cadereyta de Montes. Martinez, Querétaro 1947, 12 S.